# 福田明日香
福田明日香（1984年12月17日—）於日本東京都大田区出身，是女性偶像組合早安少女組。（モーニング娘。）第一代成員之一。12歲時透過選拔成為成員。她當時與安倍夏美都是早安少女組的主音歌手；被普遍認為是早安少女組歷代成員中最具歌唱實力的成員之一。1999年4月18日退出藝能界後，早安的單曲即錄得近50%的跌幅，是早安有史以來最大跌幅的單曲。

## 簡歷
福田明日香早年受到喜歡音樂的父母影響而聽各種音樂，3歲開始學鋼琴和芭蕾。

### 早安少女組。時期
- 1997年在東京電視台節目『ASAYAN』中舉辦的『シャ乱Q（日语：シャ乱Q）女性搖滾歌手甄選會』（優勝者為平家充代）成為最終候補者，但很可惜地落選。與同樣成為最終候補的中澤裕子、石黑彩、飯田圭織、安倍夏美一起、為了「5天內賣出5萬張CD就能正式出道」的試驗條件，而組成早安少女組。試驗單曲『愛的種子』（愛の種）在販賣的第4天售罄。
- 1998年1月28日，以『Morning Coffee』（モーニングコーヒー）一曲正式出道。
- 1998年12月31日，榮獲第40屆日本唱片大獎最優秀新人獎，並首次於NHK的《紅白歌合戰》出場演出。
- 1999年4月，以專心學業為理由從早安少女組引退。製作人Tsunku為此特別創作《Never Forget》一曲給她獨唱。（此曲收錄在細碟《Memory 青春之光》及專輯《Second Morning》、《Best! 早安少女組。1》內。）

### 21世紀之後
- 根據她在朝日電視台在2006年12月18日播放的一個 突擊訪問節目 （页面存档备份，存于） 中透露，她當時在其父母開設的餐廳酒吧接待客人及唱歌助興外，還在音樂教室教唱歌。[1]
- 2011年2月組成團體PEACE$TONE重返演藝圈，以asuka的名義活動[2]，該團於2020年4月10日暫停活動[3]。
- 2015年8月31日結婚[4][5]，2016年2月14日誕下一女[6]，同年7月離婚[7][8]，因此造成經濟困難，甚至在飲食方面一個月僅花費一萬日圓[9]。
- 2017年6月29日參與東京電視台綜藝節目《じっくり聞いタロウ〜スター近況㊙報告〜》[10]。同年11月15日成為日本清真馬來餐廳「MALAYCHAN」的品牌大使[11]。
- 2017年至2018年，與其他四位初期成員聯合早安少女組。17’組成早安少女組。20th，發行專輯《20歲的早安少女組。》。
- 2018年3月14日發行首張個人迷你專輯《sing》[12]。
- 2020年6月19日，發行寫真集《PASSIONABLE》。
- 2021年11月23日宣告再婚[13]，次年4月22日宣告離婚[14]。

## 作品列表

### 書籍
- もうひとりの福田明日香（福田明日香・著／アップフロントブックス 1999年）ISBN 4-847025369
- モーニング娘。5+3-1（ASAYAN・編／宝島社 1999年）ISBN 4-796615237　ISBN 4-796616047
- PASSIONABLE（2020年6月19日、講談社，撮影：和多田アヤ）ISBN 978-4065204184

## 外部連結
- ASAYAN公式HP （页面存档备份，存于）